# Sericopelma immensum
Sericopelma immensum là một loài nhện trong họ Theraphosidae.
Loài này thuộc chi Sericopelma. Sericopelma immensum được Carlos E. Valerio miêu tả năm 1980.